# زکریا حدوش
زکریا حدوش (عربی: زكرياء حدوش؛ زادهٔ ۱۹ اوت ۱۹۹۳) بازیکن فوتبال اهل الجزایر است.
از باشگاه‌هایی که در آن بازی کرده است می‌توان به باشگاه فوتبال المپیک شلف و باشگاه فوتبال وفاق سطیف اشاره کرد.
وی همچنین در تیم‌های ملی فوتبال زیر ۲۰ سال الجزایر و زیر ۲۳ سال الجزایر بازی کرده است.